# Blauwvlekgordelstaarthagedis
De blauwvlekgordelstaarthagedis (Ninurta coeruleopunctatus) is een hagedis uit de familie gordelstaarthagedissen (Cordylidae).

## Naam
De blauwvlekgordelstaarthagedis werd voor het eerst wetenschappelijk beschreven door John Hewitt en Paul Ayshford Methuen in 1913. Oorspronkelijk werd de naam Zonurus coeruleopunctatus gebruikt. De soort behoorde lange tijd tot het geslacht echte gordelstaarthagedissen (Cordylus), waardoor de verouderde wetenschappelijke naam in de literatuur wordt gebruikt. Het is tegenwoordig de enige soort uit het monotypische geslacht Ninurta.
De wetenschappelijke geslachtsnaam verwijst naar Ninurta, dit was een god die onder andere de regen en de zuidenwind beheerste. De Nederlandstalige naam slaat op de blauwe vlekken op het donkerbruine tot zwarte lichaam.

## Uiterlijke kenmerken
De lichaamskleur is donkerbruin tot zwart. Exemplaren in de oostelijke populaties hebben kleine ronde blauwe vlekjes over de gehele bovenzijde en de flanken. Mannetjes krijgen in de paartijd een gele tot oranje keelvlek. De totale lichaamslengte bedraagt ongeveer 20 centimeter inclusief de staart. De staart is langer dan het lichaam.
Op de staart, de rug en de kop zijn geen stekels aanwezig zoals bij de verwante en sterk gelijkende echte gordelstaarthagedissen (geslacht Cordylus). De schubben zijn wel sterk gekield. De schubben op de rug zijn in rijen gelegen, 40 tot 46 rijen in de breedte en 20 tot 30 rijen in de lengte.

## Verspreiding en habitat
De blauwvlekgordelstaarthagedis komt voor in delen van Afrika en leeft endemisch in Zuid-Afrika. De habitat bestaat uit vochtige, koele streken rond de Outeniquabergen. Geschikt zijn vooral fynbos en bosranden. De hagedis is te vinden op bergtoppen en komt ook op rotsige kliffen langs de kust voor. De hagedis is populair in de handel in exotische dieren en wordt in het wild verzameld. Volgens de natuurbeschermingsorganisatie International Union for Conservation of Nature and Natural Resources (IUCN) komt de soort nog algemeen voor en is niet bedreigd.